# NGC 299
NGC 299 ist ein offener Sternhaufen im Sternbild Tukan in der Kleinen Magellansche Wolke und ist etwas weniger als 200.000 Lichtjahre von der Sonne entfernt.
NGC 299 wurde am 12. August 1834 von dem britischen Astronomen John Frederick William Herschel entdeckt.